# Иоганн Мюнстербергский
Иоганн Мюнстербергский (чеш. Jan Minsterbersko-Olešnický, нем. Johann Münsterberg-Oels; 4 ноября 1509, Олесница — 28 февраля 1565, Олесница) — князь Зембицкий (1536—1542, 1559—1565) и Олесницкий (1536—1565), регент, а фактически князь Берутувский (1548-1565). Титулярный граф Кладский.

## Биография
Представитель мюнстербергской линии чешской династии Подебрадов. Четвертый сын Карла I, князя Олесницкого и Зембицкого (1476—1536), и его жены, Анны Жаганьской (ок. 1480—1541), дочери Иоганна II Безумного, князя Жаганьского.
После смерти Карла I в 1536 году Иоахим с младшими братьями Генрихом II, Иоганном и Георгом II получили в совместное владение Зембицкое и Олесницкое княжества в Силезии. Одним из их первых решений было предоставление 25 июня того же года городских прав Серебряной Горе, что было связано с развитием горнодобывающей промышленности в Судетах.
В отличие от своего отца, Иоганн и его братья отказались от католичества и приняли лютеранство. В 1537 году братья-соправители изгнали из Зембице католических священников, а на их место приняли лютеранского пастора.
В 1542 году из-за больших долгов князья-соправители Иоахим, Генрих II, Иоганн и Георг II продали Зембицкое княжество своему дяде, князю Бжегско-Легницкому Фридриху II за 70 тысяч флоринов. Одновременно они разделили оставшиеся отцовские владения. Генрих II получил во владение Берутув с округом, став самостоятельным князем. Старший из братьев, Иоахим, избрал церковную карьеру и стал князем-епископом Бранденбургским. Иоганн и Георг сохранили за собой Олесницкое княжество. Иоганн Мюнстербергский занимался перестройкой Олесницкого замка в стиле Ренессанса и строительством четырехэтажного переднего замка, который стал использоваться в качестве виттума.
В 1548 году после смерти своего старшего брата, князя берутувского Генриха II, Иоганн стал опекуном его сыновей Генриха III и Карл II, а также регентом, по документам князям Берутувского княжества.
В 1557 году, после смерти своей первой жены Кристины Шидловецкой, Иоганн приказал построить надгробие из песчаника для себя и Кристины в церкви в Олеснице. Этот заказ был выполнен скульптором Иоганном Осле из Вюрцбурга и украшен цветочными узорами и гербами. У подножия фигур князя и княгини в натуральную величину стоят два льва.
В 1559 году Зембицкое княжество было возвращено под власть Иоганна.
28 февраля 1565 года Иоганн Мюнстербергский скончался в Олеснице и был похоронен в местной церкви. Ему наследовал в качестве князя Зембицкого его единственный сын Карл Криштоф (1545—1569). Олесницкое княжество получил во владение племянник Иоганна Карл II Мюнстерберский, а Берутувское княжество унаследовал его старший брат Генрих III. В 1574 году Генрих III продал Берутув Генриху фон Шинделю.
В 1569 году после смерти бездетного 24-летнего князя Карла Криштофа Мюнстербергского Зембицкое княжество было присоединено к Чешскому королевству.

## Семья
Иоганн Мюнстербергский был дважды женат. 20 февраля 1536 года он женился первым браком на Кристине Катарине Шидловецкой (1519 — 6 июня 1555), дочери Криштофа Шидловецкого. Дети от первого брака:
- Карл Криштоф Мюнстербергский (22 мая 1545 — 17 марта 1569), князь Зембицкий (1565—1569).

8 сентября 1561 года Иоганн вторично женился на принцессе Маргарите Брауншвейг-Вольфенбюттельской (ок. 1517 — 28 октября 1580), старшей дочери герцога Генриха V Брауншвейг-Вольфенбюттелького (1489—1568) от первого брака с Марией Вюртембергской (1496—1541). Второй брак был бездетным.